# Nhơn Hải, Ninh Hải
Nhơn Hải là một xã thuộc huyện Ninh Hải, tỉnh Ninh Thuận, Việt Nam.

## Địa lý
Xã Nhơn Hải nằm ở phía đông huyện Ninh Hải, có vị trí địa lý:
- Phía đông giáp xã Thanh Hải
- Phía tây giáp xã Tri Hải
- Phía nam giáp Biển Đông
- Phía bắc giáp huyện Thuận Bắc và xã Vĩnh Hải.

Xã có diện tích 30,92 km², dân số năm 2019 là 13.865 người, mật độ dân số đạt 448 người/km².

## Hành chính
Xã Nhơn Hải được chia thành 5 thôn: Khánh Nhơn, Khánh Phước, Khánh Tân, Mỹ Tường 1, Mỹ Tường 2.

## Lịch sử
Ngày 7 tháng 7 năm 2005, Chính phủ ban hành Nghị định 84/2005/NĐ-CP. Theo đó, thành lập xã Thanh Hải trên cơ sở 661,20 ha diện tích tự nhiên và 6.332 người của xã Nhơn Hải.
Sau khi điều chỉnh địa giới hành chính, xã Nhơn Hải còn lại 3.088,80 ha diện tích tự nhiên và 13.316 người.